# Белуша
Белуша (слч. Beluša) насељено је мјесто са административним статусом сеоске општине (слч. obec) у округу Пухов, у Тренчинском крају, Словачка Република.

## Становништво
| Година:    | 1994. | 2004.   | 2014.   | 2024.   |
| ---------- | ----- | ------- | ------- | ------- |
| Број људи: | 6036  | 6081    | 5827    | 6183    |
| Разлика:   |       | +0,74 % | -4,17 % | +6,10 % |

| Година:    | 2023. | 2024.   |
| ---------- | ----- | ------- |
| Број људи: | 6186  | 6183    |
| Разлика:   |       | -0,04 % |

Према подацима о броју становника из 2024. године насеље је имало 6183 становника.